# Landéda
Landéda [lɑ̃deda] est une commune du département du Finistère, dans la région Bretagne, en France.
Ses habitants s'appellent les Landédaens.

## Géographie

### Localisation
Ville côtière du littoral de la Manche, au cœur de la Côte des Légendes, Landéda forme une presqu'île entre deux abers, l'Aber-Wrac'h (Aber Ac'h) au nord et l'Aber-Benoît (Aber Benniget) au sud, dont l'extrémité très découpée forme elle-même la presqu'île de Sainte-Marguerite.
| Mer Celtique                        | Mer Celtique            | Aber-Wrac'h, Plouguerneau |
| Mer Celtique, Lampaul-Ploudalmézeau | Landéda                 | Aber-Wrac'h               |
| Aber-Benoît, Saint-Pabu             | Aber-Benoît, Saint-Pabu | Lannilis                  |

### La partie péninsulaire

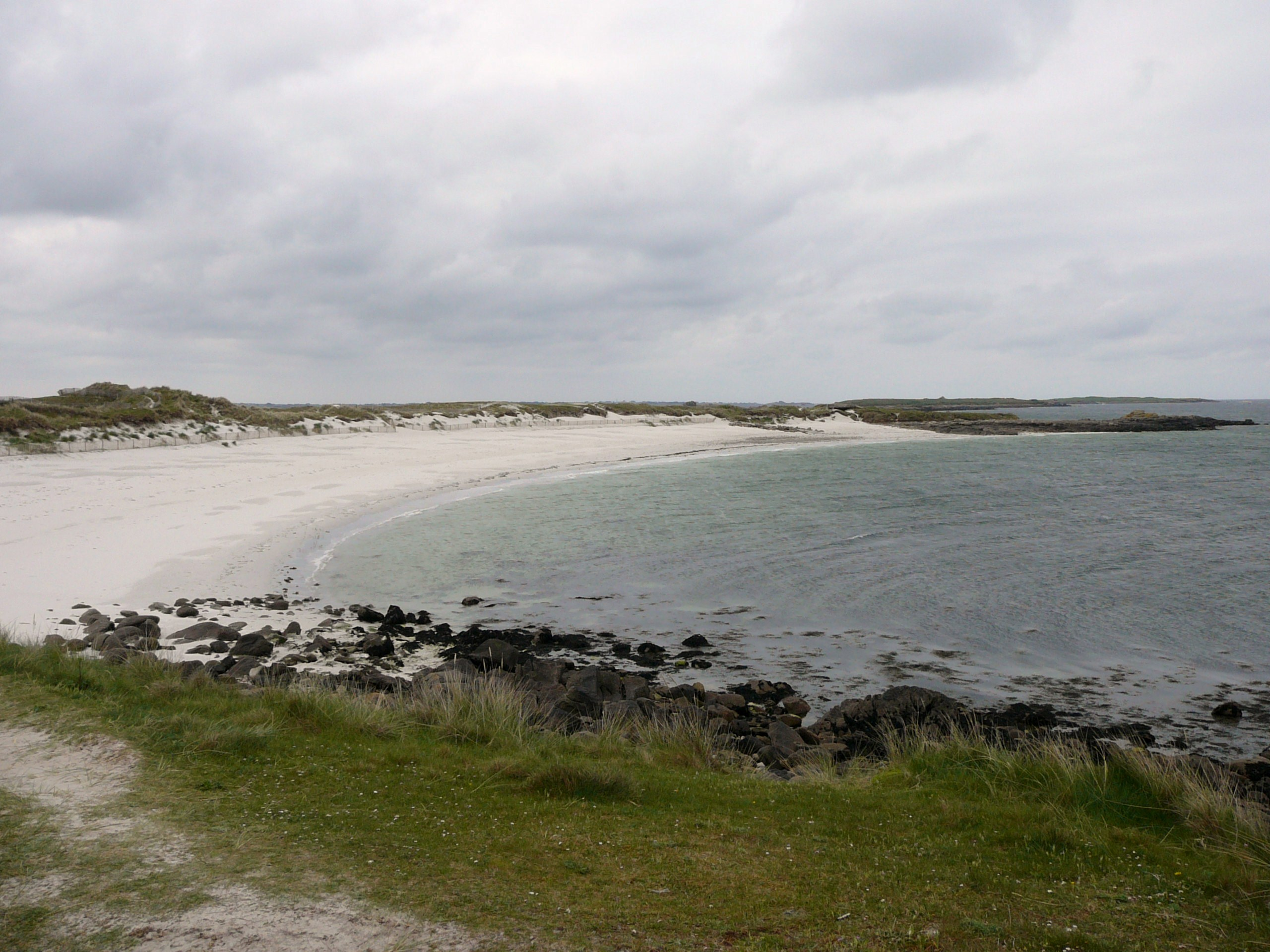
Une plage de Landéda (Penn-Enez).

Le bourg de Landéda, situé sur une colline vers 55 mètres d'altitude entre les deux abers, est longtemps resté peu peuplé (232 habitants par exemple en 1889 pour une population communale totale de 2 057 personnes cette année-là), l'agglomération la plus importante de la commune étant alors le port de l'Aber-Wrac'h, où se trouvait le chef-lieu du quartier maritime. Plusieurs autres hameaux importants existaient dans la commune, comme Sainte-Marguerite (150 habitants en 1890).
Géologiquement, Landéda est surtout formé de granulite.
Landéda, du fait de sa situation péninsulaire, est longtemps resté isolée : un seul accès routier, via Lannilis, permettant d'accéder à la commune. Une ligne ferroviaire des Chemins de fer départementaux du Finistère fut créée, s'embranchant à Plabennec sur la ligne Brest-Lesneven-Saint-Pol-de-Léon et desservant les gares de Plouvien, Lannilis, Le Cosquer, Landéda et ayant son terminus à l'Aber-Wrac'h ; ouverte le 25 février 1900, elle ferma dès 1932. Désormais, la construction d'une route à profil modernisé, la D 13, avec un nouveau pont enjambant l'Aber-Wrac'h, a contribué au désenclavement routier de la commune. Par contre le pont franchissant l'Aber-Benoît se trouve à la limite de la zone d'influence de la marée et est de beaucoup plus modeste importance. Cet endroit a parfois été appelé à tort le « passage de la Barbe-Noire » par francisation abusive et déformation du mot Aber-Benoît.
Un moulin à marée existait à Saint-Antoine en Landéda.

### Les îles

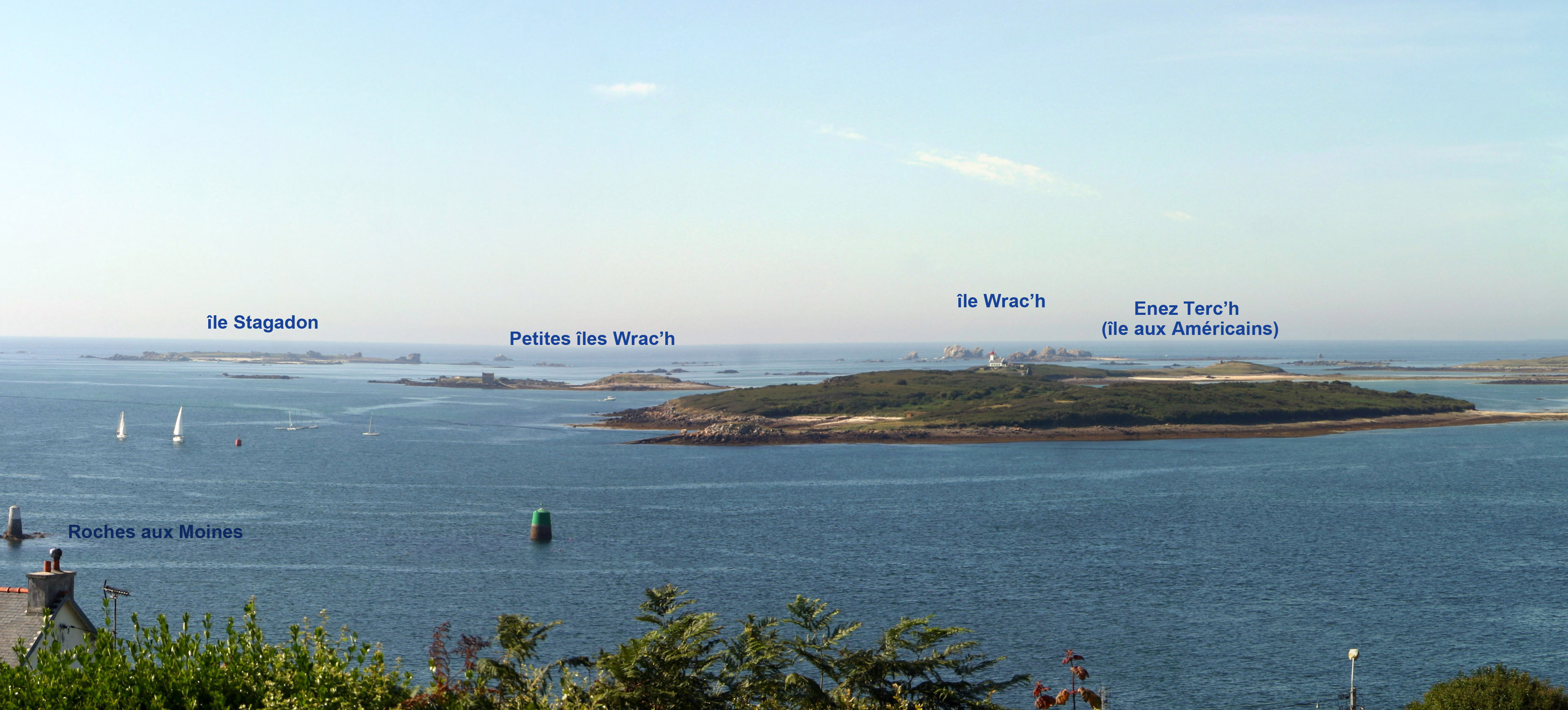
Les îles de l'Aber Wrach.

Landéda possède sur son territoire communal plusieurs îles :
- l'île Guénioc : son étymologie est incertaine. Située à 2 kilomètres de la côte, elle fait environ 400 mètres de long sur 160 mètres de largeur maximale. Elle est recouverte d'une pelouse rase (absence d'arbres). Elle a été très anciennement habitée ; c'est la seule île non accessible à pied à marée basse, mais elle était reliée au continent pendant la Préhistoire et des vestiges datant du néolithique et de l'époque azilienne, entre autres des cairns, y ont été trouvés[5] ;
- l'île Garo ;
- l'île Roch'Avel (en français la « Roche du Vent ») : il y subsiste les restes d'un galgal, tumulus mégalithique[6] ;
- l'île Tariec : elle porte le nom de saint Tariec et fut habitée, possédant sa chapelle et son cimetière. En 1842, 20 parcelles y étaient exploitées en pâturages ; l'île a été coupée en deux sous l'action de l'érosion accélérée par les extractions de sable, d'où la Grande Tariec et la Petite Tariec, les deux îlots actuels ;
- l'île Cézon ;
- l'île de Stagadon, située à l'entrée de l'Aber-Wrac'h, fait partie administrativement de la commune de Plouguerneau.

### Hydrographie
Pour un article plus général, voir Réseau hydrographique du Finistère.
La commune est située dans le bassin Loire-Bretagne. Elle est drainée par divers petits cours d'eau,.

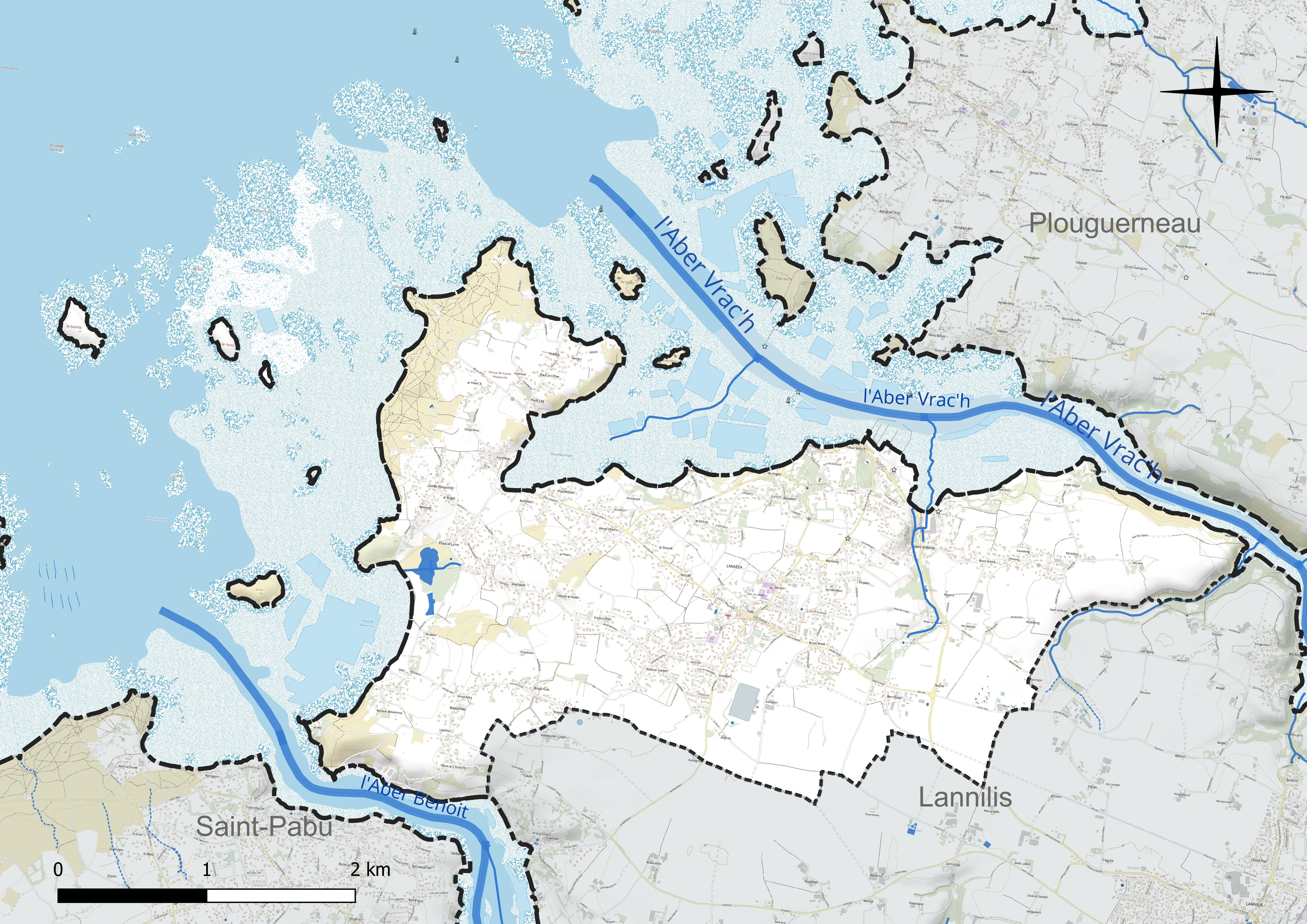
Réseau hydrographique de Landéda.

### Climat
Pour des articles plus généraux, voir Climat de la Bretagne et Climat du Finistère.
En 2010, le climat de la commune est de type climat océanique franc, selon une étude du CNRS s'appuyant sur une série de données couvrant la période 1971-2000. En 2020, Météo-France publie une typologie des climats de la France métropolitaine dans laquelle la commune est exposée à un climat océanique et est dans la région climatique Finistère nord, caractérisée par une pluviométrie élevée, des températures douces en hiver (6 °C), fraîches en été et des vents forts. Parallèlement l'observatoire de l'environnement en Bretagne publie en 2020 un zonage climatique de la région Bretagne, s'appuyant sur des données de Météo-France de 2009. La commune est, selon ce zonage, dans la zone « Littoral », exposée à un climat venté, avec des étés frais mais doux en hiver et des pluies moyennes.
Pour la période 1971-2000, la température annuelle moyenne est de 11,8 °C, avec  une amplitude thermique annuelle de 9,1 °C. Le cumul annuel moyen de précipitations est de 1 018 mm, avec 16,5 jours de précipitations en janvier et 7,5 jours en juillet. Pour la période 1991-2020, la température moyenne annuelle observée sur la station météorologique la plus proche, située sur la commune de Ploudalmézeau à 8 km à vol d'oiseau, est de 12,1 °C et le cumul annuel moyen de précipitations est de 997,1 mm,. Pour l'avenir, les paramètres climatiques de la commune estimés pour 2050 selon différents scénarios d'émission de gaz à effet de serre sont consultables sur un site dédié publié par Météo-France en novembre 2022.

## Urbanisme

### Typologie
Au 1er janvier 2024, Landéda est catégorisée bourg rural, selon la nouvelle grille communale de densité à 7 niveaux définie par l'Insee en 2022.
Elle appartient à l'unité urbaine de Landéda, une unité urbaine monocommunale constituant une ville isolée,. Par ailleurs la commune fait partie de l'aire d'attraction de Brest, dont elle est une commune de la couronne,. Cette aire, qui regroupe 68 communes, est catégorisée dans les aires de 200 000 à moins de 700 000 habitants,.
La commune, bordée par la Manche, est également une commune littorale au sens de la loi du 3 janvier 1986, dite loi littoral. Des dispositions spécifiques d'urbanisme s'y appliquent dès lors afin de préserver les espaces naturels, les sites, les paysages et l'équilibre écologique du littoral, tel le principe d'inconstructibilité, en dehors des espaces urbanisés, sur la bande littorale des 100 mètres, ou plus si le plan local d'urbanisme le prévoit.

### Occupation des sols
L'occupation des sols de la commune, telle qu'elle ressort de la base de données européenne d'occupation biophysique des sols Corine Land Cover (CLC), est marquée par l'importance des territoires agricoles (52,4 % en 2018), en diminution par rapport à 1990 (57,8 %). La répartition détaillée en 2018 est la suivante :
zones urbanisées (36,6 %), zones agricoles hétérogènes (31,2 %), terres arables (21,2 %), milieux à végétation arbustive et/ou herbacée (5,9 %), espaces verts artificialisés, non agricoles (3,1 %), zones humides côtières (2 %). L'évolution de l'occupation des sols de la commune et de ses infrastructures peut être observée sur les différentes représentations cartographiques du territoire : la carte de Cassini (XVIIIe siècle), la carte d'état-major (1820-1866) et les cartes ou photos aériennes de l'IGN pour la période actuelle (1950 à aujourd'hui).

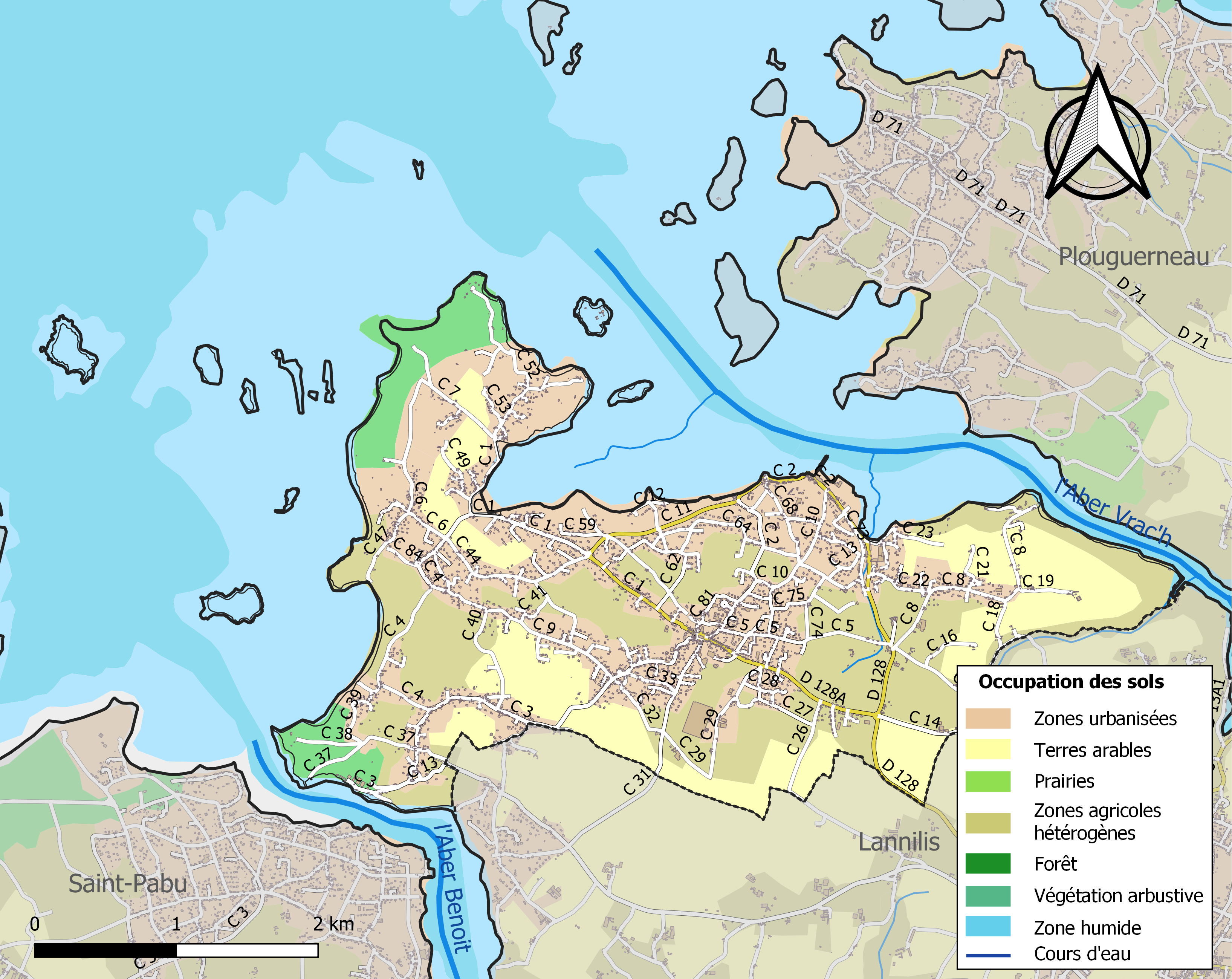
Carte des infrastructures et de l'occupation des sols de la commune en 2018 (CLC).

## Toponymie
Le toponyme Landéda provient du breton lann (ermitage) et de Téda ou Sainte Tydeu (originaire du Pays de Galles) et qui serait arrivé au Ve siècle. Ce serait donc originellement l'« ermitage de saint Teda ».
Landeda en Breton.

## Histoire

### Préhistoire, antiquité et Moyen Âge

#### Une île au peuplement très ancien: l'île Guenioc
Le territoire de la commune est peuplé dès le Néolithique.
L'estran de la presqu'île Sainte-Marguerite montrait un alignement de blocs plantés, reste d'un talus ennoyé et démantelé, encore visible en 1981. Ces vestiges sont probablement les témoins d'une agriculture néolithique.
L'île Guenioc (ou Guennoc) comporte quatre cairns (le plus ancien date de 4 600 ans av. J.-C. et trois des chambres possèdent des sculptures anthropomorphes) et des traces de l'âge du fer.
Une cachette de fondeur, contenant 72 objets dont certains en bronze (épées, haches à douille, pendeloque, mors de bride, etc.), datant probablement de l'époque gauloise, fut trouvée dans l'île Guénioc (appelée alors Guennoc) en 1890. À cette époque, l'île Guénioc était reliée au continent, le niveau de la mer étant plus bas qu'actuellement.
L'île Guénioc a été habitée au haut Moyen Âge par des Bretons venus des îles Britanniques et qui créent, au sein d'un enclos circulaire, des habitations basses entourées de champs et de talus qui ont été mises au jour lors d'un incendie survenu en 1953.

#### Tolente
La région de l'Aber-Wrac'h, à l'époque gallo-romaine, était le point d'aboutissement de la voie romaine venant de Carhaix (Vorgium) et de Vorganium. Une localité portuaire d'une certaine importance, non localisée et non identifiée avec précision, s'y trouvait donc à l'époque gallo-romaine, peut-être Gesocribate[réf. nécessaire], port de la Gaule du nord-ouest cité par la Table de Peutinger (thèse soutenue en particulier par Charles de La Monneraye qui place Gesocribate à l'Aber-Wrac'h), mais que beaucoup d'historiens placent toutefois plutôt au Conquet, voire à Brest.
Selon Albert Le Grand, dans son livre publié en 1637, le port de Tolente, dont les bateaux commerçaient avec l'île de Bretagne (Grande-Bretagne actuelle) et qui aurait été un temps la capitale de la Domnonée, était lors des invasions bretonnes aux alentours du VIe siècle, la capitale du "pays d'Ach" (région allant de Plouguerneau à la pointe Saint-Mathieu). Selon Albert le Grand, Tolente aurait été détruite au début du printemps 875 par les Normands ; ceux-ci auraient pillé tout le comté de Léon (notamment Lesneven, le Conquet, Saint-Pol, Roscoff « et la riche ville de Tolente, située sur la rivière Wrack [Wrac'h], laquelle ils brûlèrent et rasèrent, ayant enlevé le corps de saint Mathieu qu'ils portèrent en leurs galères qui les attendaient à Roscoff [Roscoff] »).

#### Paroisse
La paroisse de Landéda faisait partie de la paroisse primitive de Ploudiner au sein de l'Armorique au sein de l'archidiaconé de Kemenet-Ily relevant de l'évêché de Léon et prit son autonomie au XIVe siècle (la paroisse de Ploudiner est subdivisée vers 1330 en trois paroisses : Landéda, Lannilis et Brouennou), son église étant sous le vocable de saint Congar.

« La presqu'île de Ploudiner, baignée par la "rivière de Balasnant" (Aber-Benoît), celle de "Doénam" (Aber-Wrac'h) et la "mer britannique" (Manche), a été évangélisée dans la première moitié du VIe siècle par un disciple de Paul Aurélien désigné dans la légende sous le nom de "Bretween". C'est au zèle de missionnaire qu'il faut attribuer les premiers noyaux qui ont donné naissance aux paroisses de Lannilis, de Landéda et de Brouennou. En ces mêmes temps, un saint anachorète nommé aujourd'hui Tudon, père de Gouesnou, de Majan et de Tudone, édifiait le peuple de Ploudiner dans son ermitage. »

#### Le port de relâche de l'Aber-Wrac'h

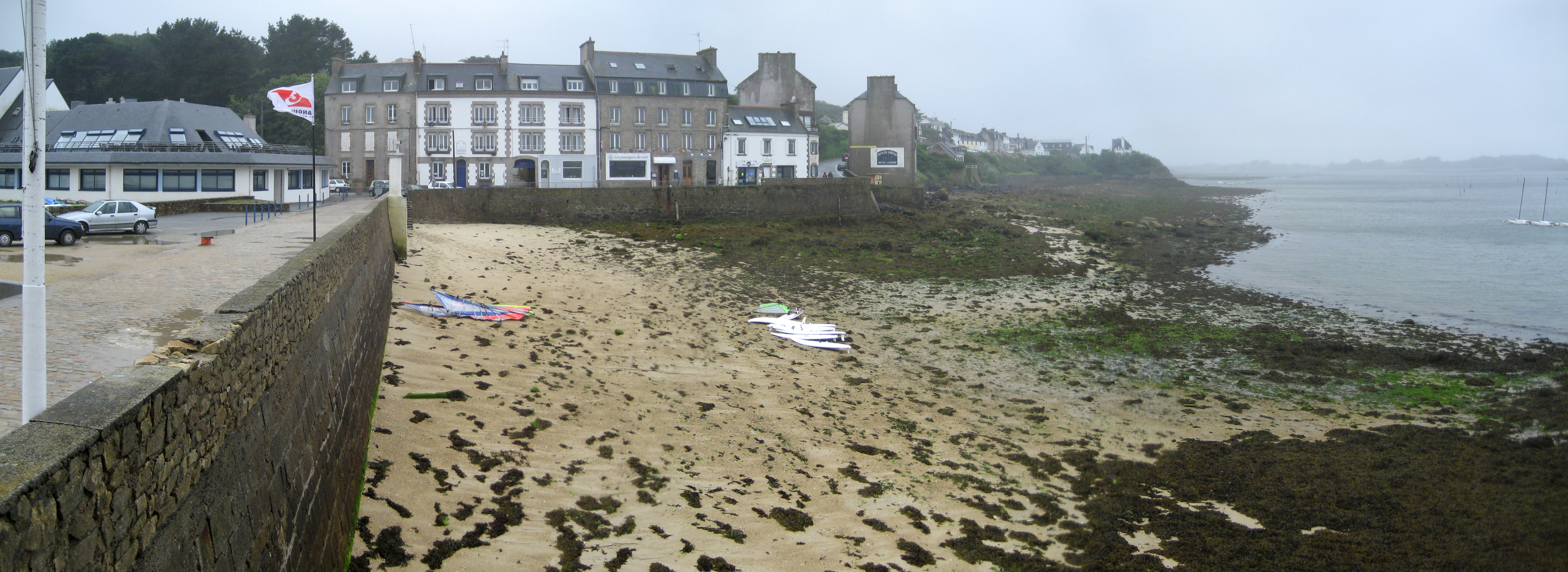
Plage à Landéda.

L'Aber Wrac'h est un havre, abri naturel servant depuis fort longtemps de port de relâche important, cité comme tel dès le XIVe siècle. Protégé par des fortifications, celles-ci furent renforcées par Vauban à partir de 1685 avec l'aménagement du fort Cézon ainsi que tout un système de batteries côtières et de corps de garde.

« Sa situation à l'entrée de la Manche en fait l'un des plus importants ports de relâche du Finistère. La vaste rade qui précède le port peut recevoir une très grande quantité de navires, le mouillage y est sûr, et la profondeur d'eau, tant en rade que dans le port, n'est pas inférieure aux 10 mètres du chenal. (...) Les vents de mer produisent, lorsqu'ils sont violents, une agitation assez prononcée, mais elle n'est jamais dangereuse pour les navires qui ont toujours la possibilité de remonter la rivière à toute heure de la marée, en fuyant vent arrière jusqu'à Paluden. »

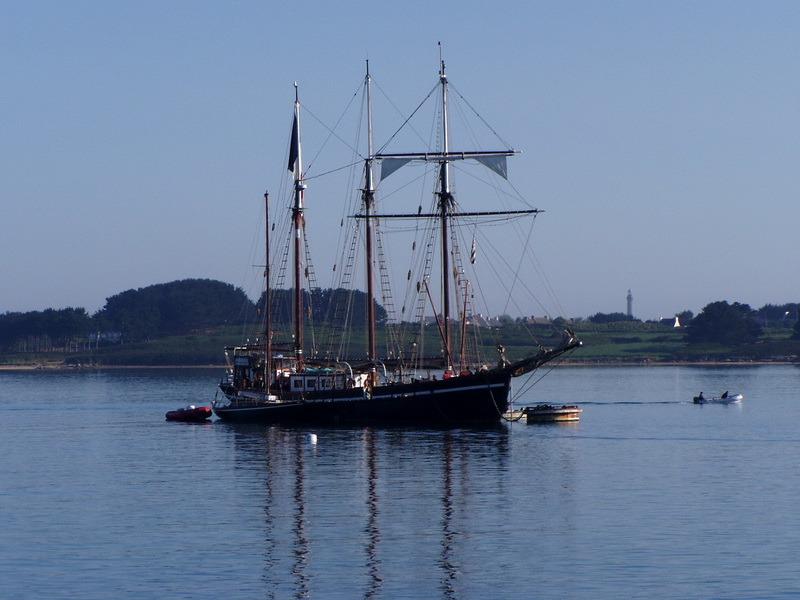
Le Bel Espoir II, bateau du père Jaouen, dans le port de l'Aber-Wrach vers 2005.

Les abords maritimes de l'accès à l'Aber-Wrac'h sont par contre difficiles, à cause des nombreux rochers qui s'y trouvent, d'où la construction du phare de l'Île Vierge en 1845, de quatre autres feux, ceux de l'île Vrac'h, de Lanvaon, de la Palue et de l'anse Saint-Antoine, et d'amers sur les écueils les plus dangereux; de plus un môle-débarcadère de 208 mètres de longueur sur 6 mètres de large fut construit au XIXe siècle pour rendre le mouillage plus sûr. Le trafic du port est resté faible, peu de marchandises y étant embarquées ou débarquées, et uniquement du cabotage.

#### Le château de Kerouartz
Situé originellement à Landéda, le château de Kerouartz fut détruit plusieurs fois par les Anglais avant d'être reconstruit à trois kilomètres de son emplacement originel sur le territoire de la paroisse de Lannilis.

#### Guillaume Simon de Troménec

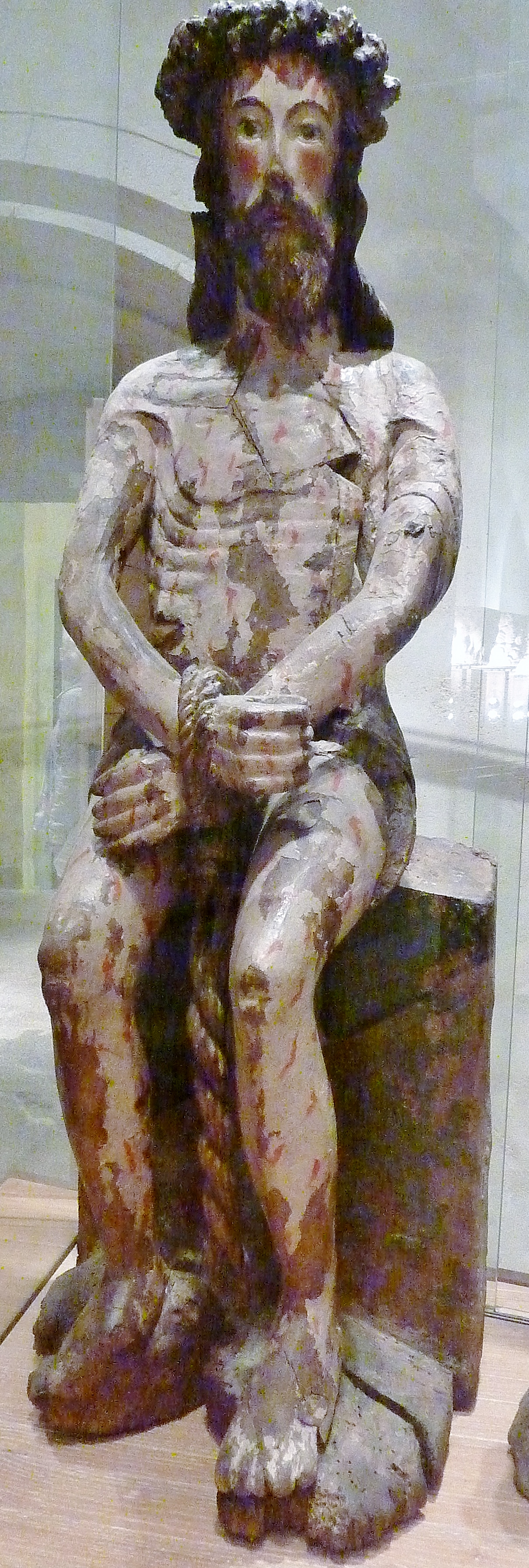
Landéda : Christ de Pitié en bois peint (XVIe siècle, musée départemental breton)

Au début du XVIe siècle, Guillaume Simon de Troménec, ancien guerrier des guerres de la Ligue, prit l'habitude de piller les chapelles et les manoirs environnants. Il ravagea aussi les terres de l'évêque de Saint-Pol ; « appelé en champ clos, au jugement de Dieu, par le sire de Kermorvan [Kermavan], avoué de l'église de Léon, il tua celui-ci ». Menacé d'excommunication pour avoir tué le juveigneur de Carman et Kermorvan, François de Maillé, il obtint le pardon de l'évêque en construisant à sa victime dans la chapelle de Tromenec'h à l'entrée du bourg de Landéda, un magnifique sarcophage surmonté d'un gisant qui porte l'épitaphe "Dieu lui pardonne" et portant les armoiries des Carman [Kermavan] et des Troménec.
L'historicité du duel est contestée : François de Maillé de Kermavan est décédé en 1627; Guillaume Simon de Troménec n'était pas un pillard mais un seigneur vassal de Kermavan qui aurait été condamné à construire ce tombeau honorifique pour avoir outragé son suzerain lors d'un conflit de prééminence.

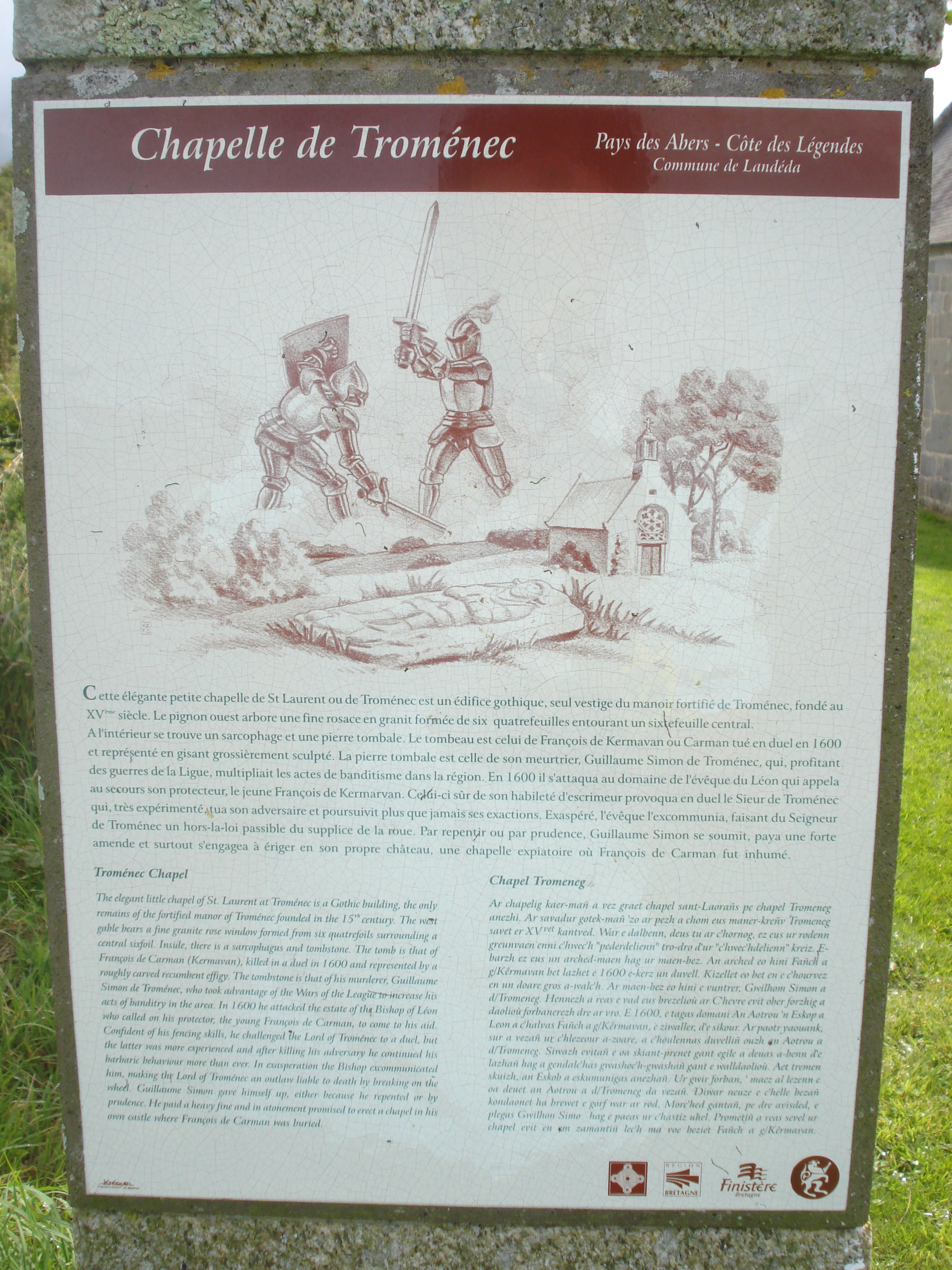
Chapelle de Troménec où reposent Guillaume Simon de Troménec et François de Kermorvan
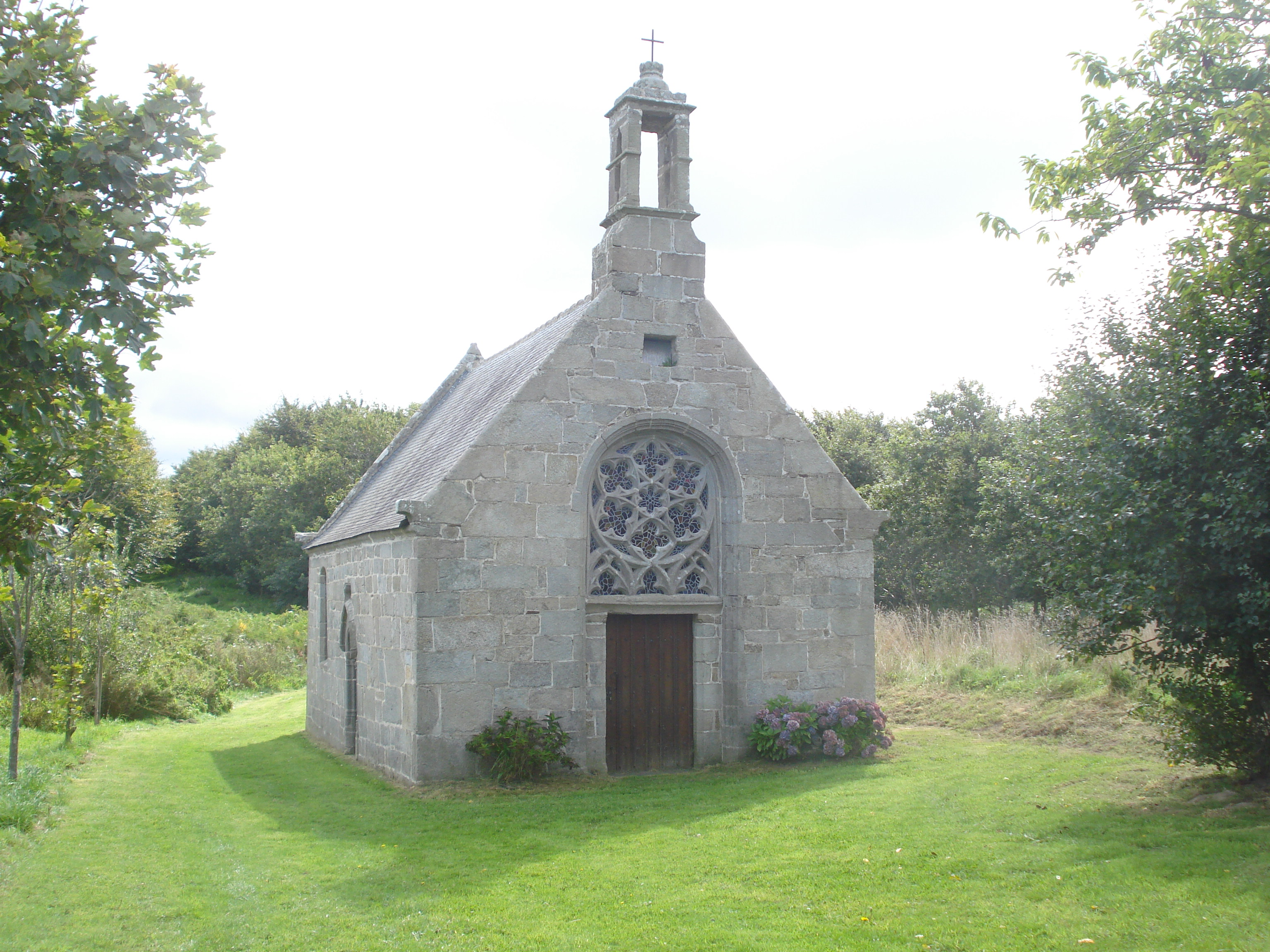
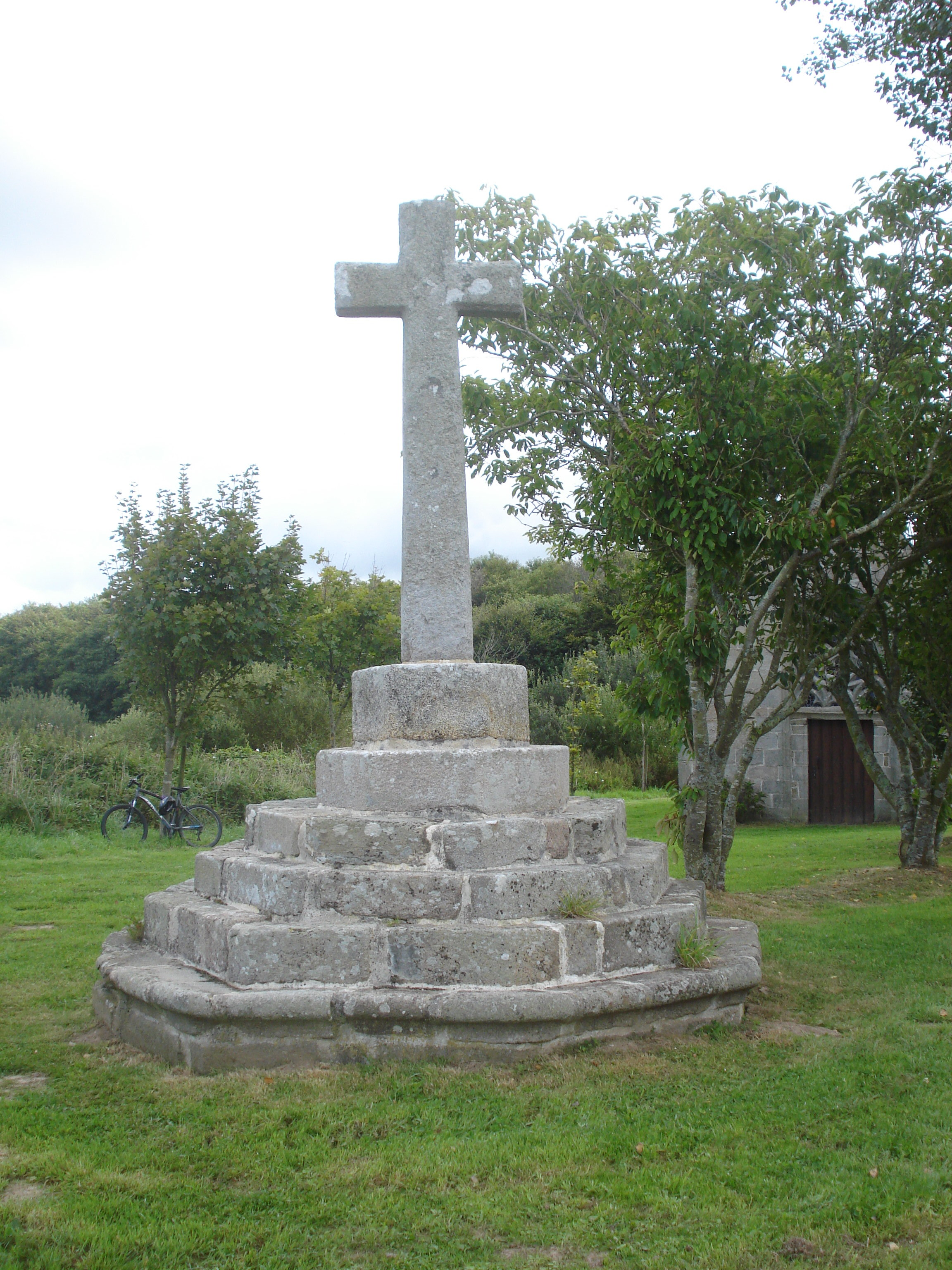
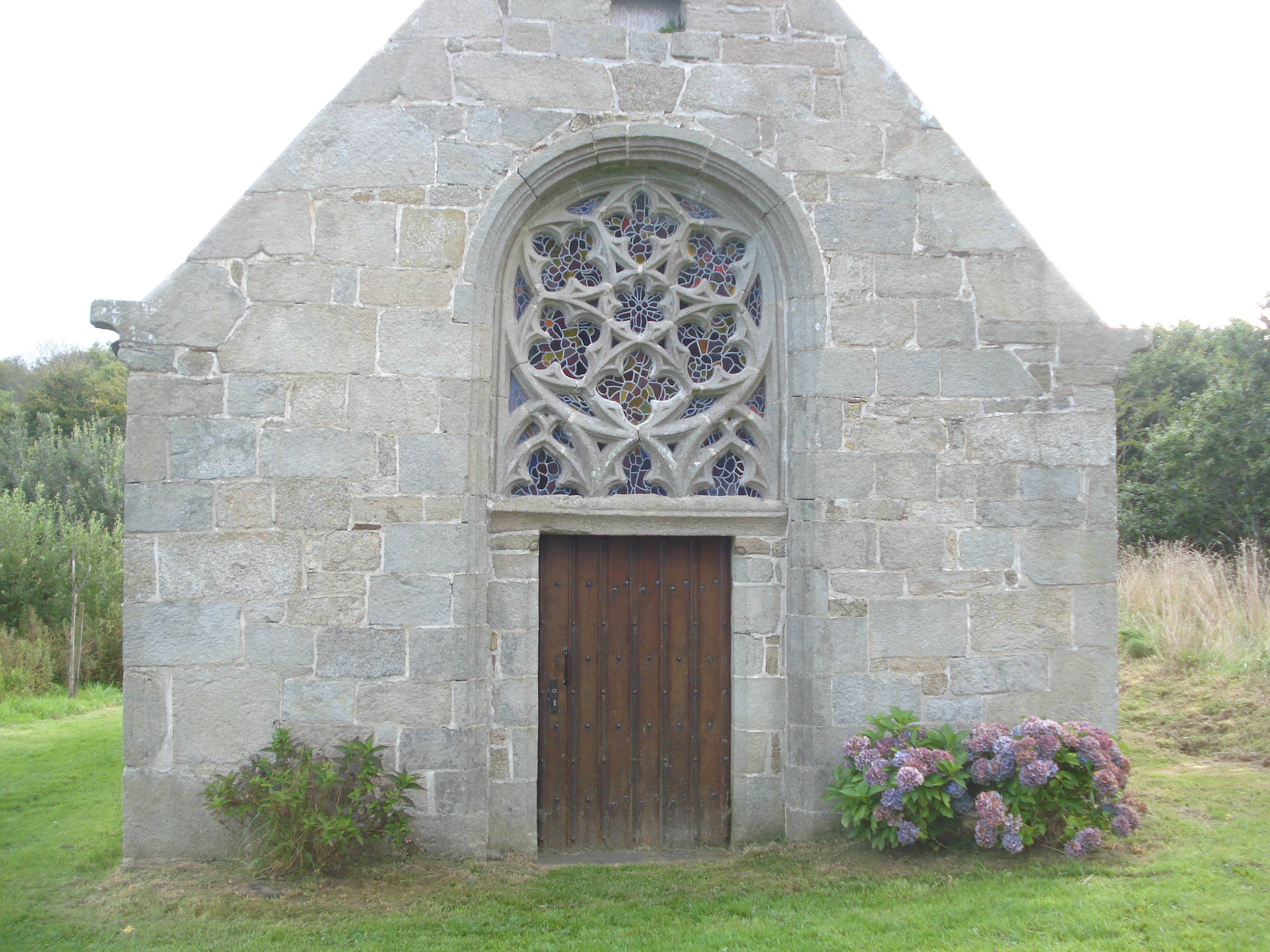
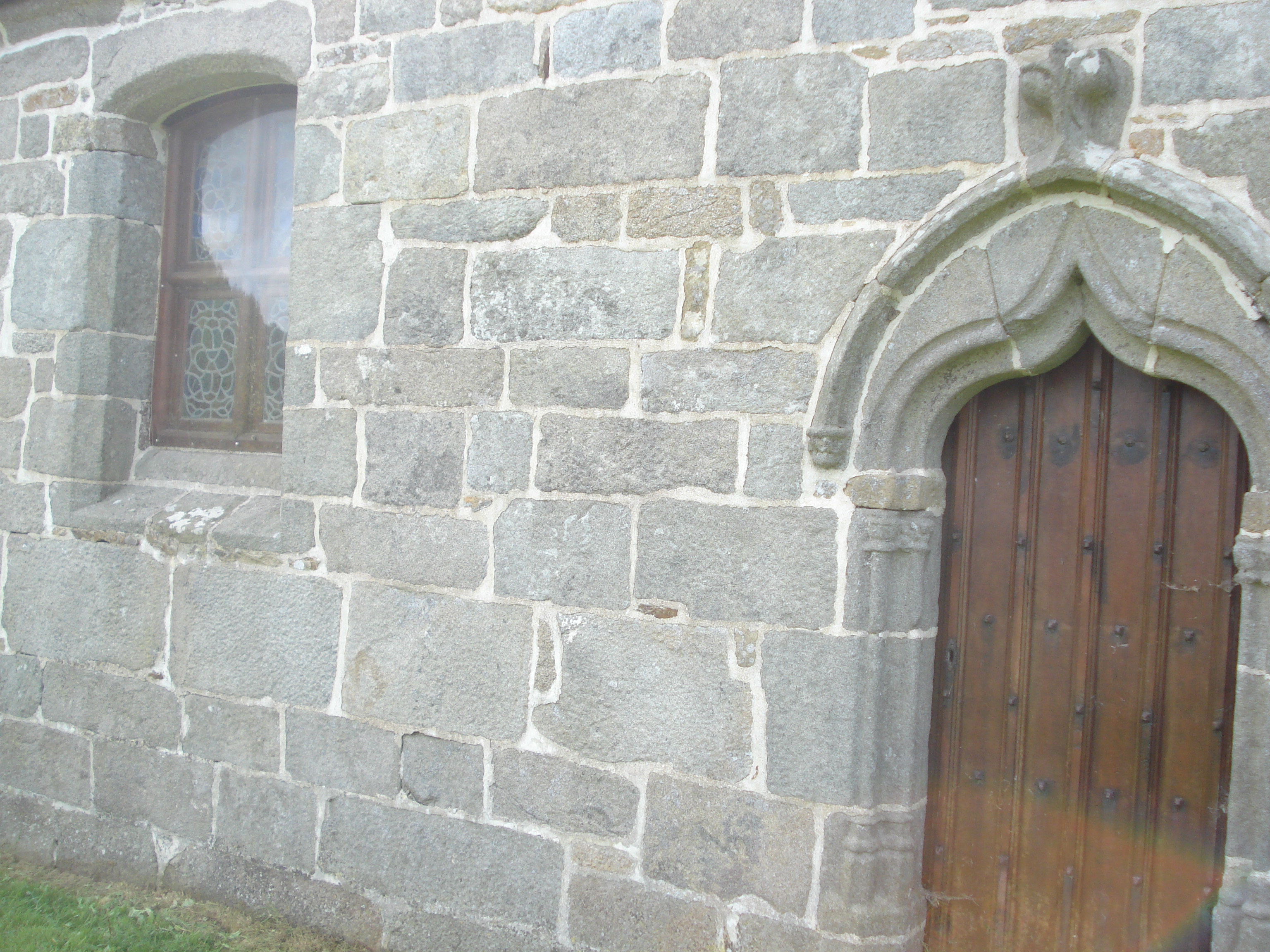

### LeXVIesiècle
Selon Jean-Baptiste Ogée, « l'an 1507, Tangui du Châtel et Marie du Juch, son épouse, fondèrent à un tiers de lieue au nord du bourg de Landéda, et dans son territoire, le couvent de Notre-Dame-des-Anges, pour des religieux Recollets ; ce monastère est situé au bord du hâvre d'Abbrewrach [ Aber-Wrac'h ] ».

### LesXVIIeetXVIIIesiècles
En 1759, une ordonnance de Louis XV ordonne à la paroisse de Landeda [Landéda] de fournir 18 hommes et de payer 118 livres pour « la dépense annuelle de la garde-côte de Bretagne ».
Une école "cléricale" (= privée)  existait à Landéda en 1782.
Landéda a connu une émigration vers la Nouvelle-France : le nom de famille Sabertache au Québec proviendrait de l'Aber-Wrac'h si l'on en croit Narcisse-Eutrope Dionne.
Le recteur de Landéda, Guillaume Le Jeune, en réponse à l'enquête sur la mendicité organisée en 1774 par l'évêque de Léon Jean-François de La Marche, écrit :  « À Landéda, il y a dans [la] paroisse environ 240 familles, dont 40 environ aisées, environ 40 à la mendicité et le reste bien au-dessous de la médiocrité (...). L'eau de puits, un peu de pain d'orge sec et de lait mendiés, des brinniques (berniques), quelques mauvais poissons, voilà l'ordinaire de nos pauvres ; et, en général, ce n'est qu'à force d'un travail le plus rude nuit et jour à la grève, qu'ils peuvent avoir les moyens de subsister. Il poursuit : « Des moyens de soulager la misère publique (..) seroit de nous affranchir de la servitude des moulins. Un pauvre vassal à qui on prend un 12e, 10e, 8e, 6e, et quelquefois plus, de son grain, ne peut manquer de se ressentir d'une si forte saignée ».
Jean-Baptiste Ogée décrit ainsi Landéda en 1778 :

« Landéda ; à 10 lieues à l'ouest-nord-ouest de Saint-Pol-de-Léon, son évêché ; à 47 lieues et demie de Rennes ; et à 4 lieues un quart de Lesneven, sa subdélégation et son ressort. On y compte 1 200 communiants ; la cure est présentée par l'Évêque. La chapelle de Brouennou [faux, en fait Brouennou était alors une paroisse indépendante de celle de Landéda] est succursale de Landéda. (...) Ce territoire est arrosé par deux gros bras de mer à laquelle il est contigu ; les terres en sont très bien cultivées et de bonne qualité. C'est avec la plus grande satisfaction que nous trouvons çà et là quelques paroisses dont les habitants méritent des éloges. Il est heureux d'avoir ces exemples à proposer à ceux de nos cultivateurs qui n'ont pas la même activité. Les maisons nobles de Gournelet, Mathezou, Kergananet Tromenec se voient dans ce territoire. »

Charles Potin, mousse, originaire de Landéda, décéda de maladie à bord du Citoyen, navire de l'escadre du comte de Grasse, le 13 novembre 1781 alors qu'il participait à la guerre d'indépendance américaine.

#### La querelle des goémons entre Lannilis et Landéda
Les habitants de Lannilis n'avaient accepté le démembrement de la paroisse primitive de Ploudiner vers 1330 qu'à la condition formelle de pouvoir continuer à bénéficier du droit de cueillette du goémon sur toute l'étendue de l'ancienne paroisse, ce qui illustre l'importance de l'utilisation agricole du goémon comme amendement dès cette époque. Vers 1610, les habitants de Landéda et Brouennou voulurent empêcher les Lannilisiens de cueillir le goémon sur les côtes de leurs paroisses, d'où des procès en 1619 et à nouveau en 1724, les jugements étant en faveur des Lannilisiens. La Révolution française, en supprimant tous les privilèges, rendit le goémon accessible à tous, mais une ordonnance de 1843, confirmée par un décret de 1853, favorisa à nouveau Landéda ; il fallut de nombreuses pressions politiques et péripéties judiciaires, jusqu'à l'arrêt du Conseil d'État du 6 mai 1863, pour que les Lannilisiens obtiennent à nouveau le droit de cueillir du goémon sur le littoral de Landéda.

### Révolution Française: Commune
En 1790, Landéda est érigée en commune.

### LeXIXesiècle

#### L'annexion de Brouennou
Par une ordonnance du roi Louis XVIII en date du 30 octobre 1822 la commune de Brouennou (qui avait porté au Moyen Âge le nom de Landéveltoc) est unie à celle de Landéda, avant d'être purement annexée en 1829.

#### Description de Landéda en 1843

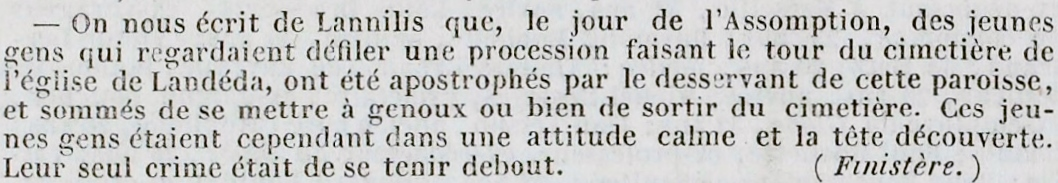
Un incident opposant le desservant de Landéda à des jeunes gens (extrait du journal Le Courrier du 28 août 1832).

A. Marteville et P. Varin, continuateurs d'Jean-Baptiste Ogée, décrivent ainsi Landéda en 1843 :

« Landéda (sous l'invocation de saint Congat, évêque) ; commune formée de l'ancienne paroisse de ce nom, aujourd'hui succursale ; bureau des douanes à l'Aber-Wrac'h. (...) L'église n'a rien de remarquable, si ce n'est le tombeau de Simon de Tromenec, monument d'une sculpture barbare. (...) L'ancien couvent des Anges est aujourd'hui remplacé par l'auberge de l'Abervrac'h. Ainsi que dans presque toutes les communes de la côte, les bois manquent et les arbres fruitiers sont rares. Les terres sont fertilisées par les engrais de mer. Géologie : constitution granitique. On parle le breton »

Édouard Vallin évoque en 1859 les restes du manoir de Tromenec : « En suivant les bords de l'Aber-Wrac'h, on trouve bientôt le manoir de Tromenec, édifice gothique du XVe siècle qui tombe aujourd'hui en ruines (...) On voit encore aujourd'hui dans la chapelle du manoir de Tromenec le tombeau du seigneur de Kermavan », lequel fut tué en 1600 par Simon de Tromenec.

#### La récupération des épaves lors des naufrages
De tout temps, « en dépit de leurs prêtres, des douaniers, des gendarmes et des marins de profession, les riverains de Kerlouan, de Guissény, de Landéda, du Corréjou et des paroisses avoisinantes récoltent comme leur propriété légitime les débris et les chargements des navires naufragés ». Cette pratique du « droit de naufrage », tradition du pays pagan, existait donc aussi à Landéda comme l'illustre le pillage du Cygne en 1839 :

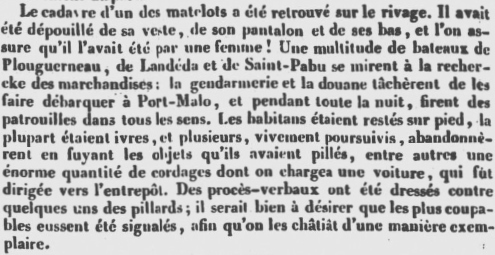
Le pillage de la cargaison du navire naufragé Cygne, échoué à l'entrée de l'Aber-Wrac'h, par des marins de Plouguerneau, Landéda et Saint-Pabu en novembre 1839 (Bulletin colonial : supplément à la Revue du XIXe siècle).

Sous le titre Les pillards de Plouguerneau, le Bulletin colonial fait ce récit du pillage en 1839 du brick de 179 tonneaux Le Cygne, de Granville, chargé de vins, alcools et marchandises diverses :

« Le capitaine Piel se voyant en danger, par suite de la grosse mer, à l'entrée de l'Abrewack [Aber Wrac'h], avait hissé son pavillon de signaux pour appeler un pilote ; mais peu de temps après, les vents ayant subitement changé, une première lame fit tourner le navire et une seconde le jeta avec violence sur la roche dite Carroac'h-an-Aër, à deux lieues en mer, où il se brisa. Deux matelots purent gagner la chaloupe et se sauvèrent ; trois autres matelots disparurent dans les flots. Le capitaine n'a dû son salut, et celui de son fils et du novice, qu'au nommé Jean-Marie, patron de Landéda, lequel, avec des peines infinies, s'approcha assez d'eux pour leur jeter un cordage auquel, s'étant attachés l'un après l'autre, ils échappèrent ainsi à une mort certaine ; un quart d'heure après, le navire avait totalement disparu. Le cadavre d'un des matelots a été retrouvé sur le rivage. Il avait été dépouillé de sa veste, de son pantalon et de ses bas, et l'on assure qu'il l'avait été par une femme ! Une multitude de bateaux de Plouguerneau, de Landéda et de Saint-Pabu se mirent à la recherche des marchandises ; la gendarmerie et la douane tentèrent de les faire débarquer à Port-Malo et, pendant toute la nuit, firent des patrouilles dans tous les sens. Les habitants étaient restés sur pied, la plupart étaient ivres et plusieurs, vivement poursuivis, abandonnèrent en fuyant les objets qu'ils avaient pillés, entre autres une énorme quantité de cordages dont on chargea une voiture, qui fut dirigée vers l'entrepôt. Des procès-verbaux ont été dressés contre quelques-uns des pillards ; il serait bien à désirer que les plus coupables eussent été signalés, afin qu'on les châtiât de manière exemplaire. »

Cet autre exemple date de 1876 :

« Il y a quelques années, le curé de Landéda obtint un glorieux triomphe. Un dimanche, au milieu de la grand-messe, l'assistance, distraite de son recueillement par la nouvelle d'un naufrage, se précipita en foule sur la grève, et procéda lestement au "sauvetage", en appliquant sa doctrine favorite sur la charité bien ordonnée. Le bâtiment était chargé de toiles ; chacun en fit sa provision et, après l'avoir déposée dans sa ferme, s'en revint au bourg, sans remords, pour chanter les vêpres, croyant avoir fait une chose irréprochable. Le curé ne pensait pas de même. Il monta en chaire ; l'indignation le rendit éloquent ; ses paroissiens se retirèrent émus et troublés par la généreuse énergie de ses reproches ; et le lendemain matin il trouva entassé dans le jardin du presbytère, au grand préjudice de ses plates-bandes, tous les ballots de toiles, fruits du pillage de la veille. »

L'échouage suivi du naufrage du Vesper, chargé de vin, sur les rochers d'Ouessant le 2 novembre 1903 entraîna la dérive des fûts de vin qui vinrent s'échouer en grand nombre de l'île Molène jusqu'à Santec. De mémoire d'homme, on ne vit jamais pareil afflux de vin dans la région et l'Aber-Wrac'h semblait être devenu un avant-port de Bordeaux avec ses quais surchargés de barriques de vin. Le journal L'Ouest-Éclair décrit ainsi les évènements :

« Tout ce qui mérite le nom de récipient est rempli de vin : pots, cruches, seaux, marmites, auges et jusque pro pudhor ! des vases nocturnes, etc. (...) À Landéda, un étranger ami arrive dans une maison de la côte. On veut aussitôt lui faire goûter le gwin pense, le "vin d'épaves". Il voulut le couper par un peu d'eau et prit la cruche à eau. Mais celle-ci était remplie de vin. (...) À Landéda, un fut arrive à la côte. On le défonce aussitôt, puis l'on remplit tous les vases apportés. Comme le transvasement n'allait pas assez vite au gré des personnes présentes, un homme saute dans le fût et, du vin jusqu'à la ceinture, remplit les récipients qu'on lui passe. Mais le vin n'était pas fait et ce bain extraordinaire a rendu tout le corps du pauvre homme de la couleur de l'encre violette. lundi, une noce avait lieu à Landéda. A l'entrée de la tente du banquet deux fûts avaient été mis en perce et toute la journée le vin coula à flots. Le même jour, sur la grève de Landéda toujours, de l'embouchure de l'Aber-Benoît à l'embouchure de l'Aber-Wrac'h, une dizaine de fûts furent mis en perce. Les hommes qui étaient venus à la pêche au goémon s'oublièrent près des fûts. Pour le soir, tout le monde était gai et des rondes s'organisèrent autour des barriques sérieusement entamées. Deux bateaux, dont les patrons avaient trop fait la noce, se brisèrent sur les rochers. Il n'y eut heureusement personne de noyé. »

Mais le port de l'Aber-Wrac'h possédait aussi son canot de sauvetage. Par exemple le 17 mars 1901 est béni un canot neuf, le Madeleine, qui remplace le Thomassin hors d'usage, qui avait été construit en 1867. Ce canot de sauvetage fit de nombreuses sorties, portant secours par exemple à un bateau à vapeur non identifié en 1907, ou au dundee Araoc'h en 1911
Deux cadavres de naufragés du vapeur anglais Kurdistan, perdu en mer en novembre 1910 ont été trouvés dans les rochers de Landéda et enterrés dans le cimetière communal.

#### Les élections
Lors des élections législatives du 24 janvier 1897, les vicaires de Landéda restèrent en faction dans la salle de vote toute la journée pour surveiller les électeurs afin qu'ils votent pour l'abbé Gayraud, qui fut réélu député.

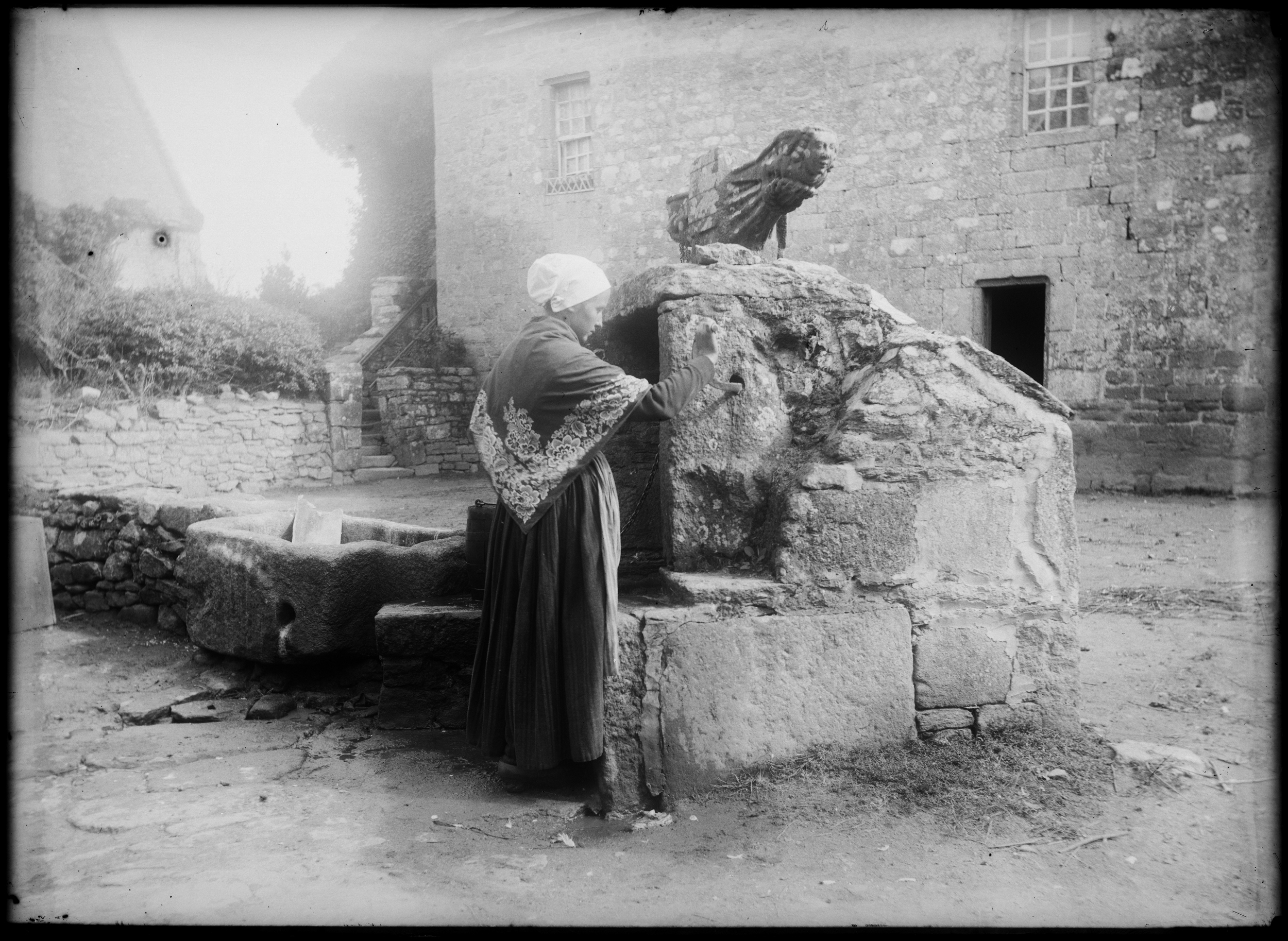
Femme au puits de l'Abbaye Notre-Dame-Des-Anges à Landéda en 1900-1902

### LeXXesiècle

#### La Belle Époque
La ligne ferroviaire à voie métrique des Chemins de fer départementaux du Finistère reliant Plabennec à l'Aber-Wrac'h via Plouvien, Lannilis et Landéda ouvrit en deux temps (en 1894 pour le tronçon Plabennec-Lannilis, long de 24 km, et en 1900 pour le tronçon Lannilis-L'Aber-Wrac'h, long de 6 km) ; elle ferma en 1932.
Au début du XXe siècle, certaines maisons de Landéda étaient encore couvertes de chaume comme l'illustre l'article relatant l'incendie d'une maison d'habitation en 1904.
En 1906, lors de la querelle des inventaires, 300 personnes se réunirent dans l'église de Landéda, récitant des prières et chantant des cantiques, pendant que se déroulait l'inventaire des biens de la fabrique.
Une école privée catholique ouvre à nouveau à Landéda en 1912.

#### La Première Guerre mondiale
Le monument aux morts de Landéda porte les noms de 82 soldats et marins morts pour la France pendant la Première Guerre mondiale ; parmi eux, 12 au moins sont des marins disparus en mer (dont par exemple Jean Kersébet, décoré de la Médaille militaire et de la Croix de guerre et Pierre Kermaïdic, décoré de la Médaille militaire) ; 3 au moins sont morts en Belgique ; Jean Marie Le Gall, quartier-maître fusilier et pilote à bord du Foudre, a été tué à l'ennemi le 28 janvier 1915 à El Elrich en Égypte lors d'une reconnaissance aérienne en hydravion ; Guillaume Le Ven, marsouin au 56e régiment d'infanterie coloniale, est mort de ses blessures en Serbie le 6 mars 1917 alors qu'il faisait partie de l'Armée française d'Orient ; la plupart des autres sont décédés sur le sol français.

#### L'Entre-deux-guerres
En 1924, François Dizerbe, marin-pêcheur, et son épouse, obtiennent le prix Cognacq-Jay car ils ont 13 enfants vivants. La même année, la famille Bodenès a 14 enfants vivants.

#### Les goémoniers (pigouyersoupigouliers) et l'industrie de transformation des algues marines
Le ramassage du goémon (ou varech) est devenu dans les premières décennies du XXe siècle une activité économique prépondérante à Landéda et dans les communes voisines :

« Chaque mois de mars, les paysans, (...) deux par deux, (...) s'en vont moissonner aux champs marins le tali, les laminaires dont on fait la soude. (...) Des centaines partent donc, avec le surnom de pigouyer, de Landéda, Lilia, Plouguerneau, Saint-Pabu, dans tous les sens, vers l'Île-Grande, l'île de Batz, l'archipel molénais (Lédénès de Molène, Quéménès...) à  Ouessant, les Glénans [sic]. En deux voyages, ils transportent les provisions, les outils, le cheval qui amarre au pied du mât, l'arrière-train dans les brancards de sa charrette (...). Ils y retrouvent une cabane de l'été d'avant qu'ils réparent tant bien que mal. Si elle est trop écroulée, ils s'en refont une neuve avec les cailloux de la côte, du papier goudronné et de la ferraille (...). Chaque marée basse, on voit la flotte des pigouyers s'éparpiller entre les récifs. Ce n'est pas facile de faucher le tali qui ondule 1, 2, 3 mètres sous la barque ; encore moins de le hisser à bord du même coup de guillotine (faucille) avant que le courant l'ait entraîné. Hâtivement, le pigouyer moissonne. La pigouyère aussi : il y a parmi eux des jeunes filles qui travaillent comme des hommes. Quand le bateau est prêt à couler, chacun revient à son île. Débarquement de la meule dans les charrettes culées jusqu'à la barque, le poitrail du cheval dans l'eau. Après il faut étaler le goémon à sécher sur la dune, le remettre en tas quand il est sec. Après ? Et bien, la mer baisse de nouveau, on repart en chercher d'autres. (...) Ces îles sont des bagnes d'innocents, des bagnes de misère. »

La récolte du goémon n'était pas sans dangers. Les naufrages des bateaux goémoniers, qui allaient jusque dans les îles de l'archipel de Molène pendant la saison, étaient fréquents. Par exemple en 1913, la Reine des Fleurs, un bateau goémonier de Landéda, fit naufrage dans le secteur des Pierres Noires ; le 12 avril 1922, le Reder Mor, un bateau goémonier de Landéda, fit naufrage au sud-ouest de Béniguet, ce qui provoqua la noyade de ses deux hommes d'équipage, Joseph Tréguer et Jean Quéré; le frère de ce dernier se noya à son tour le 5 mai 1929 en faisant la saison du goémon dans le bras de mer séparant Molène de Lédénez ; le 22 septembre 1924 le Marguerite, un bateau goémonier de Landéda, fit naufrage dans les parages nord de l'île de Béniguet, ce qui provoqua la noyade de son patron, Joseph Appriou.
Mais l'activité goémonière est gravement touchée par la crise de 1929 :

« Dans cette région de Landéda, la presque totalité des habitants vit de l'industrie du goémon. (...). Le maire de Landéda, M. Kersaudy, assure son binocle : « J'ai vu l'année dernière des choses très tristes. À la suite de la déconfiture de la Société de l'Iode et de l'Algine, il y a eu beaucoup de victimes. Les goémoniers n'ont pas été payés l'an dernier. C'est la misère noire pour eux, et pour les commerçants aussi ». Il me cite le cas d'un épicier-débitant de boissons : en 1929, ce dernier a pris son commerce. L'installation de la nouvelle usine lui a rapporté un peu d'argent. Mais la crise est venue et en 1931 il n'a pas touché un sou puisque tous ses clients prenaient la marchandise à crédit. Les communes ne peuvent rien faire, ajoute M. le maire, nous n'avons pas de fonds de chômage. »

Sous le titre « La grande pitié des goémoniers de Bretagne », le journal L'Ouest-Éclair écrit en 1932 : 

« Source de richesse incomparable, après avoir fait vivre des milliers de familles (on m'a cité le cas d'une famille de cinq personnes qui se sont fait un gain annuel de 40 000 francs), elle semble près de se tarir (...) dans la région de Landéda où la crise sévit dans toute sa force. (...) Dans cette contrée, en effet, les goémoniers ont été doublement éprouvés par la baisse du prix de la soude et surtout par la liquidation judiciaire de la plus importante usine du littoral. (...) Jusqu'en 1928, la production de l'iode était assurée par 15 ou 16 usines groupées en véritable syndicat sous le vocable de Compagnie bretonne, tout en conservant chacune sa propre autonomie. En 1928, une nouvelle compagnie, la Société de l'Iode et de l'Algine, s'installe à Saint-Antoine, qui en possède déjà une de la Compagnie bretonne.
La nouvelle venue (...) peut absorber la totalité de la production de l'iode du Nord-Finistère, soit 400 tonnes (...) La Bretagne entre pour un tiers de la production mondiale de l'iode.
(...) Or le 4 décembre 1930, le directeur de la Compagnie Française de l'Iode et de l'Algine avisait (...) que l'usine serait arrêtée une partie du mois de décembre (…) l'usine est depuis bel et bien fermée. La liquidation judiciaire fut prononcée.
 La soude produite par les goémoniers en 1930 ne leur a jamais été payée : c'est pourquoi la misère accable les familles de Saint-Pabu, de Plouguerneau et de Landéda, ainsi que de nombreux coupeurs de goémon qui s'en vont chaque année faire la récolte dans les îles. ». »

##### Les mareyeurs et les maraîchers
La construction de viviers flottants est autorisée le 23 mai 1924 près du port de l'Aber-Wrac'h pour la conservation des crustacés. Le même mareyeur se voit autorisé à en installer deux autres à l'Île-Molène.
Landéda fait partie de la zone de production maraîchère du Léon. Déjà en 1914 et aussi en 1926, le journal Ouest-Éclair évoque les « petits choux de Landéda ».

#### La Seconde Guerre mondiale
Le cimetière de Landéda contient la tombe d'un soldat canadien, McNeil John James, originaire de la province d'Athabascan, mort le 29 avril 1944.
« Le 19 juin 1940, les Allemands sont arrivés à Landéda avec une moto, une petite voiture et un canon tracté par un cheval. Le lendemain, c'était le tour des éléments motorisés. 700 Allemands ont séjourné dans la commune, avec 200 chevaux ». Les bateaux et les bicyclettes furent réquisitionnés, l'école occupée par une garnison allemande. Un réseau de résistance (réseau Jade-Fitzroy) récupérait les aviateurs anglais à l'Aber-Wrac'h et les aidait à repartir en Angleterre depuis la presqu'île de Sainte-Marguerite. Depuis 1957, une course de voiliers Herlford-River-L'Aber-Wrac'h est organisée chaque année pour commémorer les liens alors établis entre les deux rives de la Manche.
Marie-Josèphe L'Hostis (née le 1er juillet 1907 à Landéda et décédée le 11 août 1944) est morte pour la France pendant la Seconde Guerre mondiale.

## Politique et administration
La commune fait partie de la communauté de communes de Plabennec et des Abers.

### Liste des maires

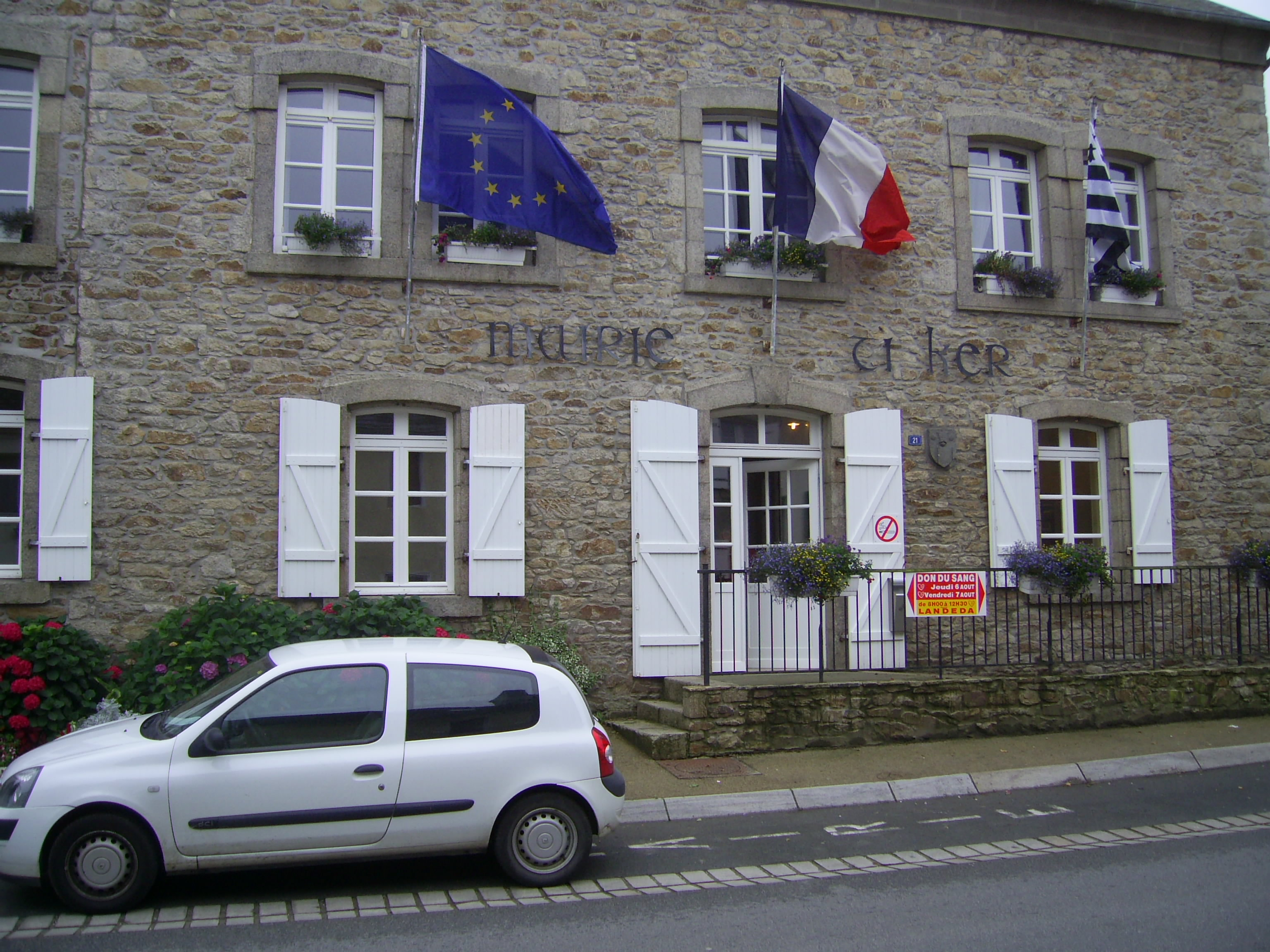
L'ancienne mairie de Landéda.

## Population et société

### Démographie
L'évolution du nombre d'habitants est connue à travers les recensements de la population effectués dans la commune depuis 1793. Pour les communes de moins de 10 000 habitants, une enquête de recensement portant sur toute la population est réalisée tous les cinq ans, les populations de référence des années intermédiaires étant quant à elles estimées par interpolation ou extrapolation. Pour la commune, le premier recensement exhaustif entrant dans le cadre du nouveau dispositif a été réalisé en 2006.

En 2022, la commune comptait 3 695 habitants, en évolution de +3,82 % par rapport à 2016 (Finistère : +2,16 %, France hors Mayotte : +2,11 %).
| 1793  | 1800  | 1806  | 1821  | 1831  | 1836  | 1841  | 1846  | 1851  |
| ----- | ----- | ----- | ----- | ----- | ----- | ----- | ----- | ----- |
| 1 353 | 1 311 | 1 344 | 1 398 | 1 980 | 2 093 | 2 177 | 2 068 | 2 133 |

| 1856  | 1861  | 1866  | 1872  | 1876  | 1881  | 1886  | 1891  | 1896  |
| ----- | ----- | ----- | ----- | ----- | ----- | ----- | ----- | ----- |
| 2 135 | 2 095 | 2 159 | 2 004 | 2 066 | 2 061 | 2 057 | 2 028 | 2 043 |

| 1901  | 1906  | 1911  | 1921  | 1926  | 1931  | 1936  | 1946  | 1954  |
| ----- | ----- | ----- | ----- | ----- | ----- | ----- | ----- | ----- |
| 2 018 | 2 161 | 2 227 | 2 191 | 2 215 | 2 235 | 2 191 | 2 317 | 2 329 |

| 1962  | 1968  | 1975  | 1982  | 1990  | 1999  | 2006  | 2011  | 2016  |
| ----- | ----- | ----- | ----- | ----- | ----- | ----- | ----- | ----- |
| 2 231 | 2 136 | 2 134 | 2 281 | 2 666 | 2 949 | 3 519 | 3 603 | 3 559 |

| 2021  | 2022  | - | - | - | - | - | - | - |
| ----- | ----- | - | - | - | - | - | - | - |
| 3 654 | 3 695 | - | - | - | - | - | - | - |

Commentaire : Comme pour la quasi-totalité des communes littorales bretonnes, la population de Landéda est en forte augmentation : la commune a gagné 2 275 habitants entre 1793 et 2008, soit + 168 % en 205 ans (soit un rythme moyen annuel de croissance démographique de + 12 habitants). C'est surtout depuis 1982 que la croissance démographique est spectaculaire : gain de 1 347 habitants entre 1982 et 2008, soit + 59,1 % en 26 ans (soit un rythme moyen annuel de + 52 habitants). Précédemment, la population était restée presque stable pendant une bonne partie du XIXe siècle, légèrement supérieure à 2 000 habitants lors de tous les recensements effectués ente 1831 et 1901, et a même connu un léger fléchissement démographique entre 1954 et 1975, perdant alors 195 habitants en 21 ans.
Cette croissance démographique est uniquement due à un solde migratoire nettement positif, supérieur en moyenne à + 2 % l'an de 1975 à 2007 car l'accroissement naturel est resté négatif jusqu'en 1999 et est voisin de zéro (+ 0,1 % l'an) entre 1999 et 2007, naissances et décès étant d'importance analogue ces dernières années.
La commune se caractérise par un vieillissement important de sa population dû à l'afflux de retraités : en 2007, les 65 ans et + forment 18,0 % de la population totale, presque autant que les 0 à 14 ans qui forment à la même date 21,5 % de la population totale.
La littoralisation du peuplement se traduit aussi par le grand nombre de constructions neuves : le nombre des logements a été multiplié par 2,3 en 39 ans, passant de 850 logements en 1968 à 1 937 en 2007, au bénéfice tant des résidences principales, passées de 642 à 1416, que des résidences secondaires, passées de 181 à 407 pendant la même période. Ces dernières représentent désormais 21,0 % du total des logements. Il s'agit essentiellement d'un urbanisme pavillonnaire (93,1 % du total des logements en 2007) grand consommateur d'espace.

### Culture

#### Langue bretonne
L'adhésion à la charte Ya d'ar brezhoneg a été votée par le Conseil municipal le 15 novembre 2010. Les enfants bretonnants de Landéda sont inscrits majoritairement dans les écoles et collèges bilingues de Lannilis.

#### Musique et danse bretonne
La commune a donné son nom à une danse, le « rond de Landéda ».
- Rond de Landéda sonné au violon par Luc Danigo et à la guitare par Philippe Lamézec.

### Secours en mer
Landéda est la base de la vedette de l'Aber Wrac'h qui, sous la juridiction du CROSS sécurise avec ses sœurs de la SNSM cette zone des eaux marines bretonnes.
Le canot tous temps de Landéda est un canot qui doit rester en alerte 24 heures sur 24, car il est l'un des plus puissants de sa catégorie et, à ce titre, il doit pouvoir appareiller sous 15 minutes après l'appel du CROSS Corsen dont il dépend.
Il est armé par des bénévoles qui, bien sûr, se relaient afin que le canot reste opérationnel.
La maintenance est pratiquement uniquement assurée par des dons et sur un canot de ce type qui est un canot surmotorisé (2 moteurs de 480 CV), et qui bénéficie d'équipements très convenables quant aux instruments de navigation, il y a toujours quelque chose à réparer et le renchérissement du carburant ne favorise pas la trésorerie...
L'association étant classée association d'utilité publique les dons font l'objet de reçus fiscaux mais bien souvent ce sont les sauveteurs qui complètent... La tradition des gens de mer est, en effet, de s'entraider.
Le canot, appelé Présidents Joseph Oulhen (SNS 064) doit son nom à l'ancien président de la station et au nom du président suivant de la station mort en opération en 1986. Les deux anciens présidents portaient tous les deux le même nom : Joseph Oulhen. Le premier était mareyeur à l'Aber-Wrac'h et le second était marin de commerce en retraite.

### Événements
En 2008, Landéda a accueilli la Course du Figaro.
En 2009, la conférence COSIT'09 (Conference on Spatial Information Theory) s'est tenue du 21 au 25 septembre à l'Aber-Wrac'h (sous l'égide, entre autres de l'École navale (Irenav), la région Bretagne et Europole Mer).
Depuis 2017, Landéda accueille aussi le festival Horizons en juin, un festival consacré aux musiques du monde à base de good vibe's organisé par l'association "Horizons productions".

### Associations
- Associations sportives :
  - AberZen : club de boxe, self-défense et tai chi
  - AS Landéda : club de football
  - TT des Abers : club de tennis de table
  - CVL : Centre de Voile de Landéda
  - ABERS VTT :  club de vtt
  - EOL : Entente Omnisports de Landeda
- Associations artistiques :
  - Les petites scènes déménagent[95] : association de spectateurs proposant des rencontres-spectacles à domicile, avec des artistes.
  - Théâtre du Chêne[96] Compagnie théâtrale installée à Landéda et présentant différents spectacles comme : Le Sas de Michel Azama, mise en scène : Jean-Pierre Gaillard avec Virginie Hue, Sous les voiles pourpres de l'océan, spectacle de contes de la mer, Contes coquins des bretons avec Nelly Aupy et Jean-Pierre Gaillard — Créations d'évènements et de spectacles institutionnels, cours de théâtre, développement personnel, diction, etc.
  - Théâtre en Vrac'h compagnie de théâtre amateur
- Associations culturelles :
  - Patrimoine des Abers : association de sauvegarde du patrimoine, proposant notamment un inventaire en ligne du patrimoine des communes du Pays des Abers
  - Son en Wrac'h: association organisatrice du Festiwrac'h et d'évènements musicaux.

## Économie
Le port de l'Aber Wrac'h se trouve sur le territoire de la commune. Ce fut un petit port de pêche. C'est désormais un port de plaisance géré par la Chambre de commerce et d'industrie de Brest. Il occupe une place privilégiée à l'entrée de la Manche. Il se poste aux abords du chenal du Four, passage bien connu des navigateurs, entre le continent et l'archipel de Ouessant et Molène. Niché dans l'estuaire de l'Aber Wrac'h, il a toujours eu une position stratégique reconnue, et toute son histoire passée montre l'importance de ce site lors du développement du cabotage commercial et lors des différents conflits militaires qui ont émaillé le passé. Le phare de l'Île Vierge permet facilement de le situer et le fort Cézon assure une fonction de sentinelle à son entrée. Cet environnement maritime permet l'implantation et le développement d'activités de plaisance et de loisirs ainsi que des activités exercées par les professionnels que sont les pêcheurs, les ostréiculteurs, les goémoniers.
Escale très fréquentée, le port de l'Aber Wrac'h accueille 5 000 bateaux par an. Il est désormais, depuis son inauguration le 14 juillet 2007, équipé d'infrastructures portuaires lui permettant d'accueillir 320 bateaux, dont 270 aux pontons, et de réaliser les opérations de carénage, de manutentions, d'avitaillement et de maintenance.
Le port du Vill à l'entrée de l'Aber-Benoit est aussi sur le territoire de la commune. On y trouve une partie de la flotte des goémoniers du Finistère ainsi qu'une activité ostréicole.
L'entreprise de transport de marchandises à la voile Blue Schooner Company est basée à l'Aber Wrac'h.

## Culture locale et patrimoine

### Monuments
- L'abbaye Notre-Dame-des-Anges (dite aussi de "la Baie des Anges") est inscrite monument historique depuis 2002. Cette abbaye a été construite à l'emplacement d'un ancien lieu de culte païen dont les vestiges affleurent encore sous la chapelle[98].

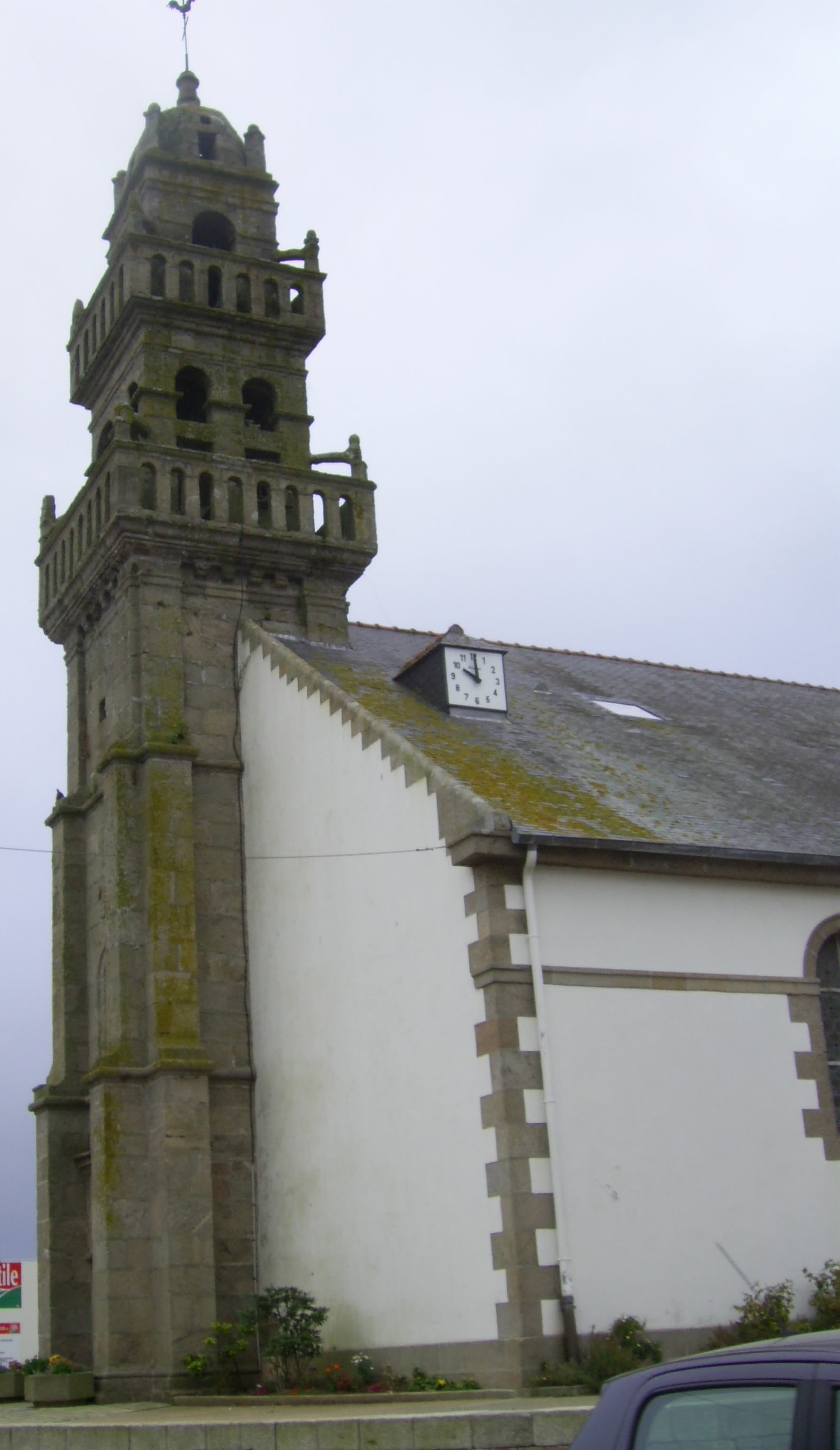
Le clocher de l'église Saint-Congar.

- L'église paroissiale Saint-Congar : dédiée à saint Congar par Yves-Antoine de Longueuil, évêque de Léon entre 1484 et 1500, « le dimanche après la Saint-Luc » en 1486[99] ; l'église actuelle date de 1846, mais son clocher à demi encastré, conservé de l'église antérieure, porte la date de 1731, mais il fut foudroyé en 1821. L'église possède une nef de sept travées, des arcades en plein cintre et des lambris peints dans le chœur[100]. Une statue en pierre de la Vierge Marie, dénommée Notre-Dame-des-Anges, provenant de l'abbaye du même nom, s'y trouve. L'église était par le passé entourée du cimetière (déplacé en 1898)[101].
- La chapelle de Sainte Marguerite[102] située au point culminant de la presqu'île que forme Landéda, au lieu-dit Kleger Meur ("Grand Rocher"), elle se dégrada dans la première moitié du XIXe siècle, perdant son clocher en 1821 mais fut reconstruite selon un plan simple rectangulaire avec un clocheton en 1851 en reprenant les pierres d'une chapelle implantée initialement sur l'île Tariec. La chapelle contient les statues en bois polychrome de la Vierge Marie et de sainte Marguerite. La tradition populaire attribuait à l'amas rocheux situé à proximité une action bénéfique contre la stérilité féminine[103].
- La chapelle du château de Troménec[104], dite aussi chapelle Saint-Laurent-de-Kerviré (et connue autrefois sous le nom de Penfeunten) est le seul vestige subsistant de l'ancien manoir fortifié de Troménec, fondé au XVe siècle. Son pignon ouest arbore une fine rosace en granit formée de six quatrefeuilles entourant un sixtefeuille central. Elle abrite désormais le tombeau de Simon de Troménec, déplacé de l'église paroissiale lors de sa reconstruction et le gisant de François de Kermavan[105].
- La chapelle de Brouennou[106] ou chapelle de Saint-Eveltoc, date du début du XVIIe siècle : elle contient les reliques de saint Gouesnou et fut l'église paroissiale de Brouennou. Son clocher date du XVIIIe siècle. Après son annexion par Landéda, l'église tomba en ruines, mais fut reconstruite à partir de 1857. Elle possède une statue de l'Ecce Homo et une autre de saint Gouesnou.
- La fontaine Saint-Antoine, de style gothique, date du XVIe siècle : sa niche porte une statue de saint Antoine ; la chapelle située à proximité a disparu : c'est dans cette chapelle que le célèbre prédicateur Michel Le Nobletz reçut en 1587 l'enseignement de trois prêtres, les frères Gourvennec.
- Le Fort Cézon (sur l'île du même nom) : en face de l'ancienne abbaye Notre-Dame-de- Anges se trouve le fort Cézon, ainsi appelé à cause des fortifications qui y ont été édifiées.
- Le manoir de Kerzene : c'est un manoir gothique datant des XVe siècle et XVIe siècle et qui occupe un site défensif à l'entrée de l'Aber Wrac'h.
- Le château de Troménec - XVIe siècle.
- Les feux de La Palue et de Saint Antoine : tourelles cylindriques de maçonnerie de 9 m et de 8 m, elles ont été mises en service en 1847 pour compléter le dispositif de balisage "sud" de l'Aber Wrac'h. Les feux se sont éteints en 1970 et ont été remplacés par un feu directionnel, un projecteur de guidage installé devant l'abri du canot de sauvetage situé au port de l'Aber Wrac'h.
- Ainsi qu'un ancien manoir, de nombreuses croix de pierre (dont celle de Kroaz-Anez) et des îles aux vestiges très anciens[107].
- Le sémaphore de l'Aber-Wrac'h, construit en 1861, fermé en 1981, fut incendié dans la nuit du 16 au 17 septembre 1992 et acquis par la municipalité en 1994[108] ; il a perdu sa vocation originelle et sert maintenant d'espace culturel.

### Sites naturels
- Les dunes de Sainte-Marguerite : formées il y a plus de 25 000 ans, ces dunes ont été peuplées et utilisées par l'homme pendant des siècles qui y faisait paître ses troupeaux et y faisait sécher le goémon comme le prouvent les nombreux vestiges préhistoriques et médiévaux qu'on y a retrouvés. Ces dunes ont été menacées de disparition dans la seconde moitié du XXe siècle en raison de leur piétinement excessif par les touristes et par la circulation automobile. En 1979, le Conservatoire du littoral acheta 50 ha dans les dunes de Sainte-Marguerite afin de les protéger, interdisant dorénavant la circulation automobile, créant des parkings et des chemins délimités pour les randonneurs, ce qui a permis une reprise de la végétation, en particulier des oyats[109].
- Le marais de Toul-an-Dour (ou Prat-al-Lan).
- L'île de Stagadon, est située à l'entrée de l'Aber-Wrac'h mais dépend administrativement de la commune de Plouguerneau.
- L'un des 7 jardins du projet "Terre d'Hortensias" est situé au sémaphore au port de l'Aber Wrac'h à Landéda[110].

### Littérature
- Jules Duplessis Kergomard (né à Morlaix, poète républicain, mari de Pauline Reclus) a publié en feuilleton dans Le Petit Journal en 1866 un récit, Bertha, dont l'action se passe à Landéda[111].

### Personnalités liées à la commune
- Anne-Claude Le Bihannic de Guiquerneau, né au château de Troménec en Landéda le 28 juin 1750, émigré, fit partie des victimes du débarquement de Quiberon le 3 août 1795 (16 thermidor an III).
- Le marin Louis Bernicot, né à L'Aber-Wrac'h le 13 décembre 1883, fit le tour du monde en solitaire de 1936 à 1938 sur son voilier de 12 mètres, l' Anahita. Il était le cinquième marin au monde à réaliser cet exploit.
- La peintre, dessinatrice, graveuse et céramiste Marie-Renée Chevallier-Kervern a vécu et travaillé à Landéda et à l'Aber Wrac'h.
- Le chanteur Michel Corringe a été gérant du restaurant "Le Bouche à Oreille" à l'Aber-Wrac'h en 1986.

### Héraldique
| Blason de Landéda | Blason de Landéda : D'azur à la barque de face équipé d'argent, la voile chargée d'une croix celtique de sable, accompagnée à dextre et senestre d'une coquille Saint Jacques d'or. Coupé du même à 2 pals d'azur déportés en flancs dextre et senestre. Partie externe : timbré d'une couronne d'or fleuronnée de 3 gerbes de blé aussi d'or alternées avec 2 plants de goémon de sable. Le tout est posé sur un lixel parcheminé aux retroussis de gueules, chargé de la devise bretonne en lettre onciale de sable "DOUAR AOUR, MOR EN E DRO" et en abîme du nom de la ville "LANDEDA" en lettre majuscule onciale aussi de sable. Officiel : décision municipale du 27 juin 1985, enregistré en préfecture le 27 novembre 1985. Explications : la couronne représente le symbole de l'économie - le blé : c'est le passé, la richesse due à sa culture - le goémon : récolte séculaire, actuellement toujours une activité importante. La nef représente l'histoire, symbole de l'arrivée des bretons venant de Grande-Bretagne et des Saints évangélisateurs (Téda pour Landéda) d'où la croix. La nef symbolise aussi l'activité maritime (pêche, plaisance). La coquille st jacques représente l'acquaculture (huîtres, palourdes...), symbole aussi d'une ancienne famille. Concepteur : Jacques Michel |

### Traditions
Édouard Vallin relate que la dépouille bien conservée naturellement d'une femme (la "momie de Landéda", trouvée en creusant une vieille tombe) qui serait morte centenaire était conservée dans le reliquaire de l'église de Landéda et faisait encore, au milieu du XIXe siècle, l'objet de la vénération des fidèles.